# Thomas Vincensini
Pour les articles homonymes, voir Vincensini.
Thomas Vincensini, né le 12 septembre 1993 à Bastia, est un footballeur français qui évolue au poste de gardien de but à York United.

## Biographie

### En club
Thomas Vincensini commence sa carrière professionnelle avec le SC Bastia lors de la 38e journée de Ligue 2 2011-2012, sur la pelouse d'Istres (défaite 1-0). Le 20 janvier 2015, il est titulaire dans les buts de Bastia en coupe de France face à l'US Quevilly mais ne peut empêcher l'élimination de son équipe aux tirs au but. Le 17 août 2015, en déplacement à Lorient il remplace Jean-Louis Leca blessé, et réalise une bonne performance mais encaisse un pénalty de Benjamin Moukandjo à la 90e minute.
Après la saison 2016-2017, Bastia est relégué administrativement en National 1 et le club perd son statut professionnel, laissant libre Vincensini. Il s'engage alors avec le club de Bastia-Borgo.
Le 20 juin 2018, il s'engage pour une saison avec le Valenciennes FC où il occupe le troisième rang dans la hiérarchie des gardiens.
Le 18 juin 2019, il s’engage avec le Racing Club de Lens pour un contrat d’un a plus un an renouvelable.
Durant l'été 2020, il est prêté pour une saison au SC Bastia.
En août 2022, il signe en deuxième division de Belgique avec le club Royal Excelsior Virton. A la fin de la saison, en juin 2023, le club est relégué en troisième division. 

### En sélection
Le 27 mai 2016, il honore sa première sélection avec l'équipe de Corse face au Pays basque. Il entre en jeu à la 46e minute à la place de Jean-Louis Leca. Les deux équipes se quittent sur un match nul 1-1 et les Basques l'emportent aux tirs au but. Durant la séance, il stoppe le tir au but de Mikel González.
Le 26 mai 2018 il est sélectionné pour participer au premier tournoi officiel FIFA CONCACAF en Martinique avec la Corse, il ne dispute aucun des deux matchs face à la Guadeloupe et la Martinique.

## Statistiques
| Saison                | Club                  | Championnat           | Championnat | Championnat | Coupe nationale | Coupe nationale | Coupe de la Ligue | Coupe de la Ligue | Total | Total |
| Saison                | Club                  | Division              | M.          | B.          | M.              | B.              | M.                | B.                | M.    | B.    |
| 2011-2012             | SC Bastia             | Ligue 2               | 1           | 0           | -               | -               | -                 | -                 | 1     | 0     |
| 2012-2013             | SC Bastia             | Ligue 1               | -           | -           | -               | -               | -                 | -                 | 0     | 0     |
| 2013-2014             | SC Bastia             | Ligue 1               | -           | -           | -               | -               | -                 | -                 | 0     | 0     |
| 2014-2015             | SC Bastia             | Ligue 1               | -           | -           | 1               | 0               | -                 | -                 | 1     | 0     |
| 2015-2016             | SC Bastia             | Ligue 1               | 2           | 0           | -               | -               | -                 | -                 | 2     | 0     |
| 2016-2017             | SC Bastia             | Ligue 1               | 3           | 0           | 1               | 0               | -                 | -                 | 4     | 0     |
| Sous-total            | Sous-total            | Sous-total            | 6           | 0           | 2               | 0               | -                 | -                 | 8     | 0     |
| 2017-2018             | FC Bastia-Borgo       | National 2            | 8           | 0           | -               | -               | -                 | -                 | 8     | 0     |
| Sous-total            | Sous-total            | Sous-total            | 8           | 0           | -               | -               | -                 | -                 | 8     | 0     |
| 2018-2019             | Valenciennes FC       | Ligue 2               | -           | -           | -               | -               | -                 | -                 | 0     | 0     |
| Sous-total            | Sous-total            | Sous-total            | -           | -           | -               | -               | -                 | -                 | 0     | 0     |
| 2019-2020             | RC Lens               | Ligue 2               | 1           | 0           | 2               | 0               | -                 | -                 | 3     | 0     |
| Sous-total            | Sous-total            | Sous-total            | 1           | 0           | 2               | 0               | -                 | -                 | 3     | 0     |
| 2020-2021             | SC Bastia (prêt)      | National 1            | 33          | 0           | -               | -               | -                 | -                 | 33    | 0     |
| 2021-2022             | SC Bastia             | Ligue 2               | 1           | 0           | -               | -               | -                 | -                 | 1     | 0     |
| Sous-total            | Sous-total            | Sous-total            | 34          | 0           | -               | -               | -                 | -                 | 34    | 0     |
| Total sur la carrière | Total sur la carrière | Total sur la carrière | 49          | 0           | 4               | 0               | -                 | -                 | 53    | 0     |

## Palmarès

### En club
Avec le SC Bastia, il est Champion de France de Ligue 2 en 2012 puis Champion de National en 2021. 
Avec le RC Lens, il est vice-champion de Ligue 2 en 2020.
| SC Bastia (2)                                              | RC Lens                           |
| ---------------------------------------------------------- | --------------------------------- |
| - Ligue 2 - Champion : 2012. - National - Champion : 2021. | - Ligue 2 - Vice-Champion : 2020. |

### En sélection
Avec la Corse, il est finaliste du Tournoi des 4 qui s'est déroulé en juin 2018 en Martinique.